# Nuna

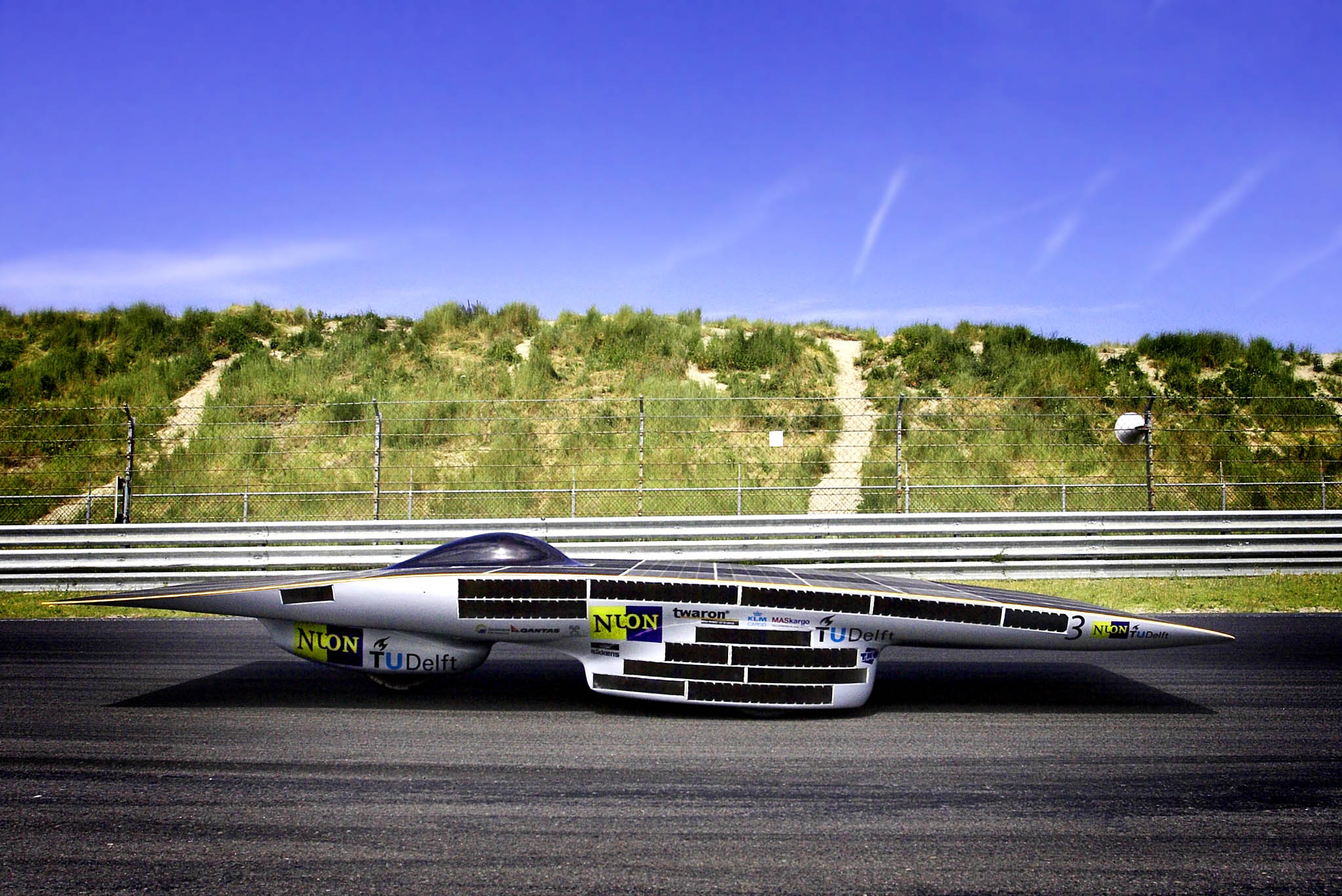
疾走するNuna 3

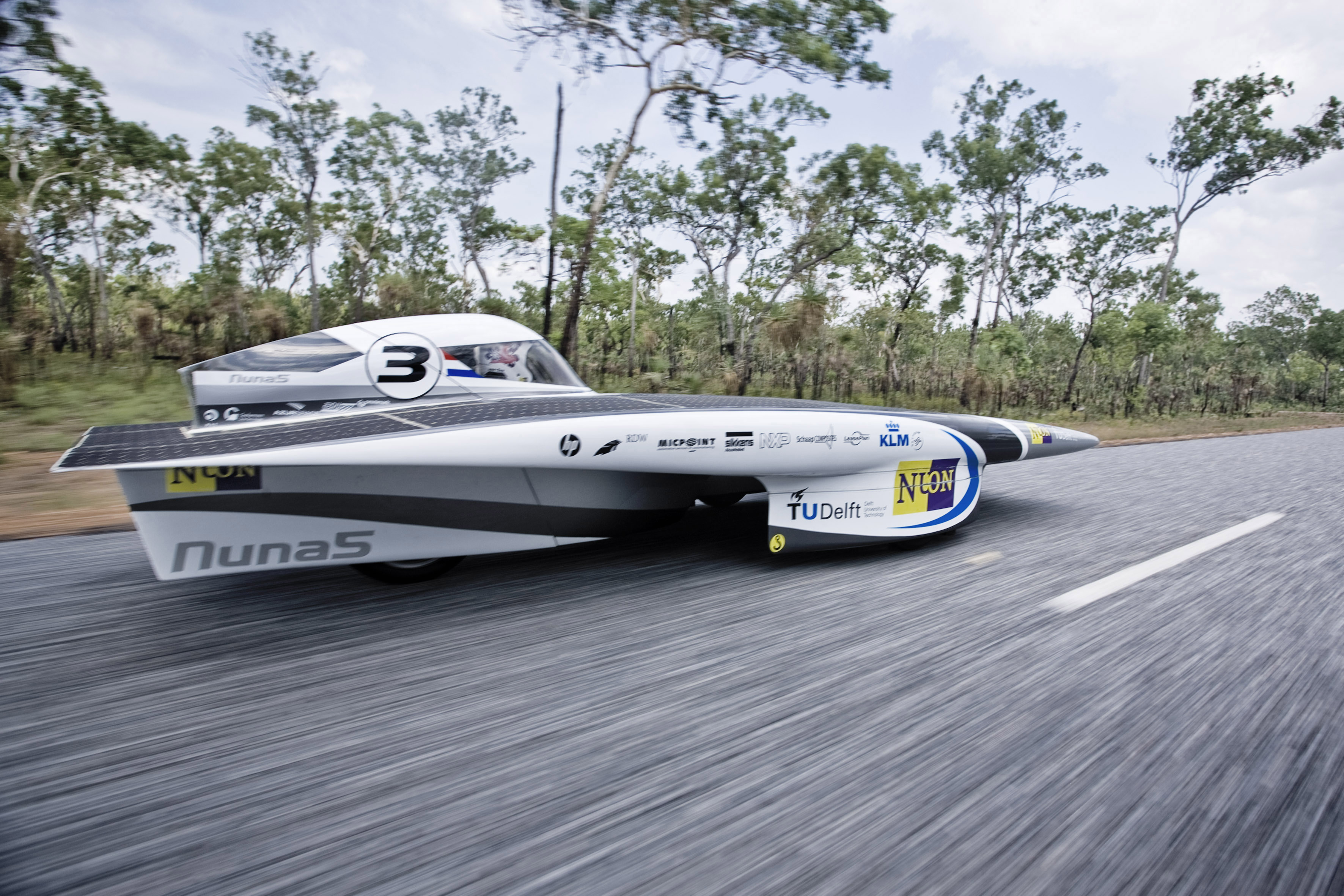
Nuna 5

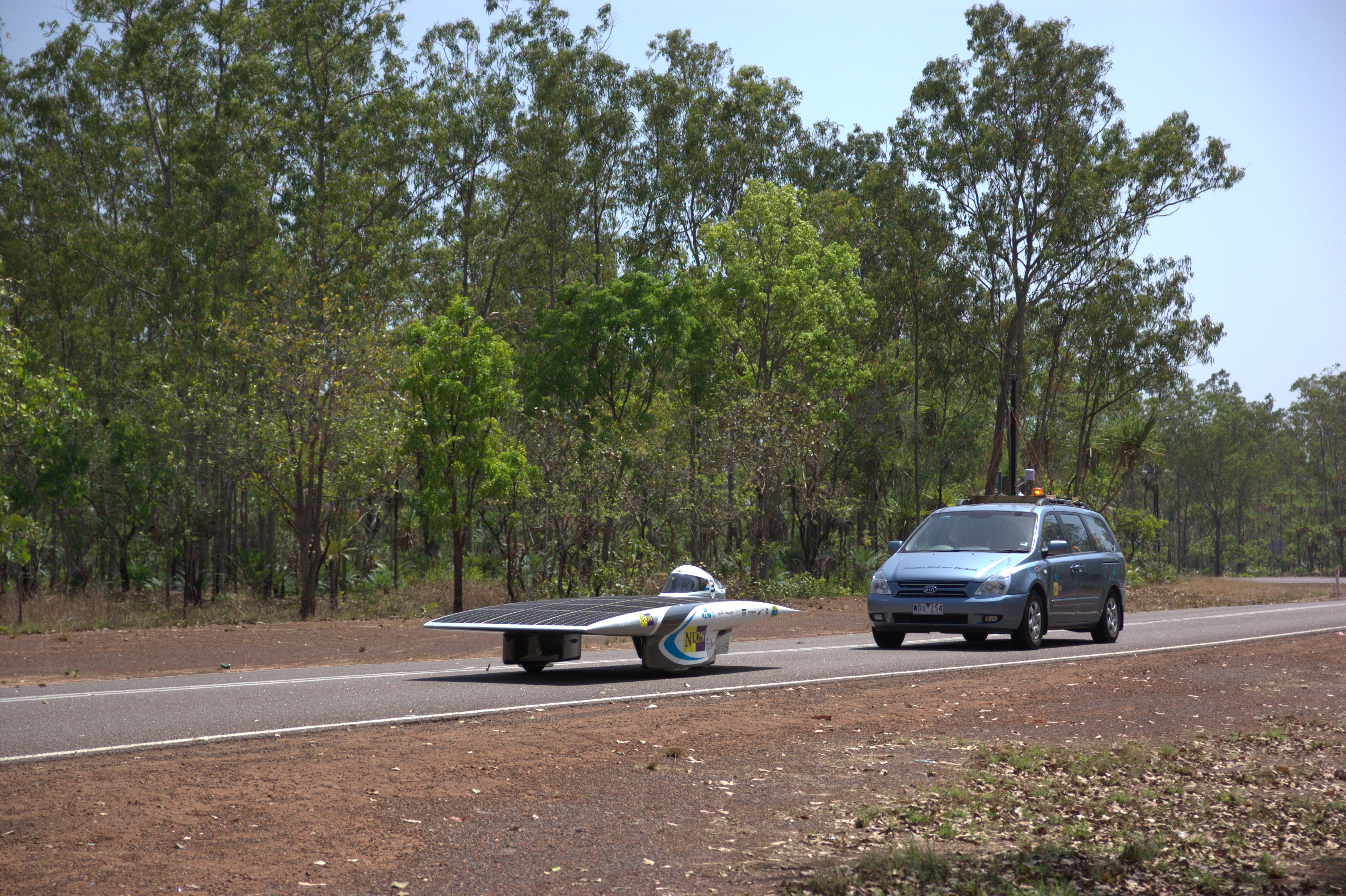
Nuna 5

Nuna（ヌナ）とはデルフト工科大学がワールド・ソーラー・チャレンジに出場するために製作したソーラーカーである。2001年(Nuna 1またはjust Nuna)、2003年(Nuna 2)、2005年(Nuna 3)、2007年(Nuna 4)と4大会連続で優勝している。2013年(Nuna 7)、2015年(Nuna 8)も優勝しており、優勝回数は最多である。
Nunaとはアイスランド語で"今"という言葉である。

## Nuna

### 設計基準
勝つ為に良いチャンスを持つ:
- 出来る限り多くの太陽エネルギーを集める
- 出来るだけ一定の速度で走ることによりエネルギーの消費を抑える。このために特に注意している事項:
  - 電気エネルギーを車輪に伝える効率
  - 最小の摩擦:
    - 空気抵抗
    - 転がり抵抗は特に重量の影響を受ける

### 太陽電池
太陽電池はヒ化ガリウム(GaAs)で出来ており3層から構成される。上の層から入射した太陽光は下の層に入る。効率は26%以上である。この形式の太陽電池は現在入手しうる最良のものである。効率だけでなく大きさも要因でNuna3の運転席以外の全ての上面を覆っている。
太陽電池に垂直に光が当たる時最も効率が高いがそうでない場合はおよそ垂直のコサイン角によって出力が減る。
太陽電池は一定の太陽光から一定の電流が得られる。電圧は負荷に依存する。(正確には負荷の電気抵抗)出力は負荷に応じた電圧と電流による。太陽電池は一定量の電圧で電流を超えると速やかに0になる。
しかし蓄電池は太陽電池の出力が変動しても安定した電圧を維持できる。そのため電圧変換機が必要である。特殊なDC-DC変換機が負荷の抵抗値に応じてそのため、グラフの緑の線の頂点同様に太陽電池から最大出力を取り出す。マキシマムパワーポイントトラッカー(MPPT)と呼ばれる。最大効率は97%以上に達することが目標である。

### 空力設計

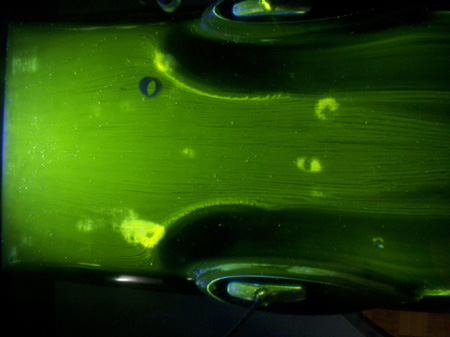
風洞内でのNuna 3の模型の底面

空気抵抗は総抵抗において重要な部分を占める。前面と流線型が重要である。理想的な流線型から逸脱することは渦流の原因となりエネルギーを消費する。理想的な流線型は幾つかの段階で達成される。:
1. コンピュータシミュレーションによる設計
2. 風洞でスケールモデルを用いた試験で例えば液体塗料によって表面の流れを見ることが出来る。写真ではデルフト工科大学の低速研究所での試験の様子を示している。
3. 風洞内で実物大の車両の試験を行う　エメロードのこのドイツ－オランダ風洞が使用された。強力な横風の試験が行われた。この試験を元にNuna3のホイールキャップが設計された。

### モーター
モーターはモーターから車輪への機械的な伝達による損失を最小化するために後輪に内蔵された。(通常の車両はギアボックスや継ぎ手がある)
モーターは1993年のスイスのビール工科大学(現在は Berner Fachhochschule Technik und Informatik)が開発したスピリットオブビールⅢのモーターを原形とした改良版である。改良版はデジタル式パワーエレクトロニクスと制御装置が新規に開発され1999年に完成した。1993年のスピリットオブビールⅡと比較して50%高出力(2400W)で45%高トルクである。駆動装置の総効率(パワーエレクトロニクスの損失も含む)も同様に改良され現在では98%以上である。しかしこのグラフは速度の増加によって多少依存することを示している。この設計は当初ソーラーカーが約100km/hでの巡航速度で最大の性能に達するように製作された。

### レース
レースで勝つためには良い車だけでなく道路に応じた賢い運転が必要である。レースの2ヶ月前から研究された。GPSと繋がった高度の違いが地図に記入された。これによりレース中の最適な速度が計算された。
すべてのテストおよびその他の準備にもかかわらず一つの不安定要素が以前存在している。それは天気である。いかなる雲も捕らえられる日光に大きな影響を与える。そのため、沿道のいかなる天気の変化も連続的に監視された。これら全てのデーターはコンピューターモデルによって分析されその時点で最適の走行速度が逐一算出された。この装置は(内燃機関による)先導車に積み込まれた。テレメトリーで蓄電池と発電量の状況が常に受信された。

## チーム
全てのNunaシリーズの車両はデルフト工科大学の学生によって製作された。チームは10人から12人のメンバーだった。彼等は1年かけて設計と製作を学んだ。2001年、Nuna1はアルファ－ケンタウリチームによって製作された。彼等はSTS-61-Aの元宇宙飛行士のウッボ・オッケルス(Wubbo Ockels)によって指導された。2002年からはNuonソーラーチームと呼ばれオッケルスは助言と補助を行った。

## Nuna 1 (2001)
Nuna 1 (または単に Nuna)は2001年にデルフト工科大学のアルファケンタウリチームがワールドソーラーチャレンジに参戦して優勝した。
アルファケンタウリチームは2000年にRamon MartinezとTim de Langeが設立したチームで現在のNuonチームの前身である。
3021kmを32時間39分で走破して1996年にホンダのドリームが樹立した33時間32分の記録を破った。平均時速は91.8km/hだった。

### 太陽電池
人工衛星用に開発された二層式のヒ化ガリウム太陽電池で覆われており効率は約24%である。欧州宇宙機関(ESA)が2003年初頭に月へ向けて打ち上げた技術実証機のSMART-1に使用されている
車体の側面に貼られた細いシリコン太陽電池は特別な理由によるものである。NASA/ESAのハッブル宇宙望遠鏡に元は使用されていた太陽電池で通信の電力をまかなう。これらはESAの宇宙飛行士であるクロード・ニコリエが1993年に改修作業時にスペースシャトルで宇宙から持ち帰ったものである。アルファケンタウリチームに特別に贈られた。

## Nuna 2 (2003)
2003年に参戦して優勝した。最高時速は170kmである。100kmでの走行時に1650w必要でこの消費電力はヘアドライヤーと同等である。

### 太陽電池
Nuna 2は2003年に打ち上げられたSMART-1にも使用されている欧州宇宙機関の開発した三層式のヒ化ガリウム太陽電池を使用している。
変換効率は24.5%以上である。Nuna2は3000枚以上の太陽電池を上面と側面に貼っている。太陽電池の総面積は9m2でNuna1よりも1m2多い。

### 蓄電池
46個のリチウムイオン電池を直列に接続して容量は5 kWhである。 これらの高効率蓄電池は宇宙用に開発されたものである。同様の蓄電池がSMART-1 にも使用されている。

### 成績
Nuna 2は31.05時間で平均時速97.02 kphで3021kmを走破して前回のNuna1の記録を塗り替えた。

## Nuna 3 (2005)

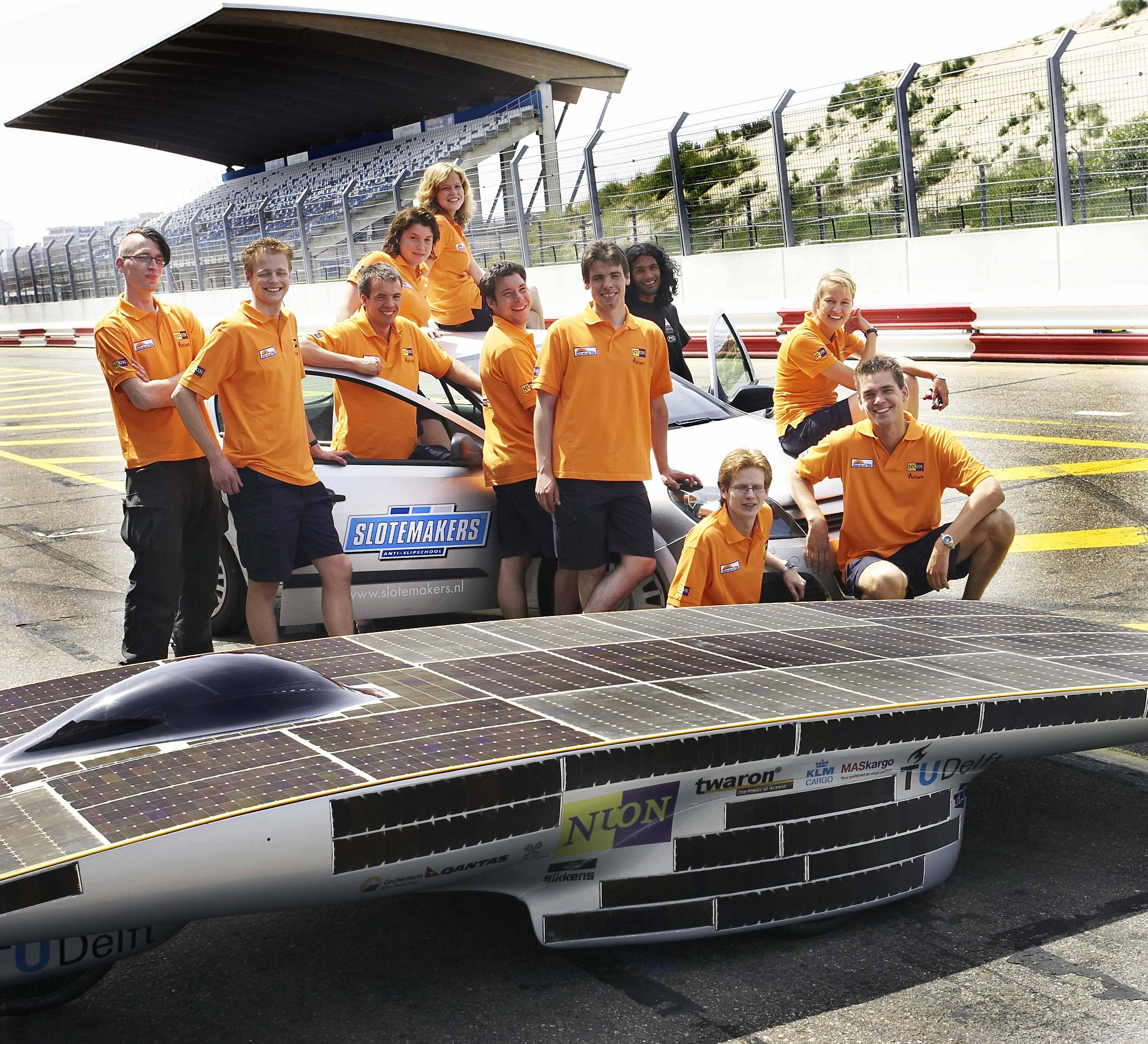
Zandvoortレースコースにてチーム一同

Nuna 3は2005年のワールドソーラーチャレンジの予選において130 km/hを記録した。ダーウィン－アデレード間の3,021km間での最終的な結果は29時間11分で平均時速は103km/hでこの記録は未だに破られていない。
人工衛星規格の高効率の太陽電池を使用していて（それ以前のNunaも同様に使用していた）、空気抵抗を減らして、以前のものより軽量化されている。
設計製作はデルフト工科大学の11人の生徒によって授業の一環として行われた。彼らは大学の先端技術の研究室と工作室を使用し、Nuna2同様にオランダ初の元宇宙飛行士で教授であるウッボ・オッケルスから助言を受けた。

### 主な仕様
| 大きさ         | 5 x 1.8 x 0.8 m | (l x w x h) |
| 重量           | < 200 kg        | |
| 空気抵抗係数   | 0.07            | 比較: 近代的な自動車ではこの値は 0.25 〜 0.35である。                                                                                                 |
| 太陽電池の効率 | > 26%           | これはとても高効率である。;大半の太陽電池の効率は実験室の条件下でわずか14%である。太陽電池の素材はヒ化ガリウムである。大半のパネルの効率は15%である。 |
| モーターの効率 | > 97%           | 比較:平均的な電気モーターの効率は85%前後である。 |
| 蓄電池容量     | 5 kWh           | 比較:普通の自動車用の24 kgの蓄電池の容量は80 Ahで1 kWhに等しい。                                                                                      |
| 蓄電池重量     | 30 kg           | 比較:普通の自動車用の24 kgの蓄電池の容量は80 Ahで1 kWhに等しい。                                                                                      |

### 重要なライバル
ノースアメリカソーラーチャレンジでの勝者であるミシガン大学ソーラーカーチーム(USA)は最も手ごわいライバルだった。他にマサチューセッツ工科大学や日本の芦屋大学も有力であった。2005年度はヨーロッパから他にオランダのトゥウェンテ大学のRaedthuys ソーラーチーム とベルギーのルーヴェンのユミコアソーラーチームの2チームが出場した。

## Nuna 4 (2007)
Nuna4は2007年のワールドソーラーチャレンジに出場してデルフト工科大学のチームに4度の優勝をもたらしたソーラーカーである。
Nuna3との主な違いは従来のレバーの代わりにステアリングハンドルになり、太陽電池の面積が以前の9 m²から規定により6 m²に減らされた。
Nuna4は平均時速90.87 km/h (56.46 mph)でベルギーのUmicoreとオーストラリアのオーロラの終始前を走行した。
Nuna4の寸法は472 x 168 x 110 cm で重量は190 kg (運転者含まず)以下である。主な技術革新は超軽量構造である。

### 技術仕様
| Nuna 4の技術仕様    | Nuna 4の技術仕様                                                               |
| ------------------- | ------------------------------------------------------------------------------ |
| 寸法                | 全長: 4.72 m 全幅: 1.68 m 全高: 1.10 m                                         |
| 重量 (運転者を除く) | 202 kg                                                                         |
| 車輪の数            | 3                                                                              |
| 太陽電池の枚数      | 2318 枚 (ヒ化ガリウム三層式)                                                   |
| 太陽電池の面積      | 6 m² (2007年の新ルールで最大)                                                  |
| 太陽電池変換効率    | > 26 %                                                                         |
| 最高速度            | 142 km/h (88 mph)                                                              |
| 動力                | 車輪内蔵型電動機 (効率: 97 – 99 %)                                             |
| 蓄電池              | 30 kg リチウムイオンポリマー電池                                               |
| 車体                | 炭素繊維とTwaron (アラミド繊維)/ 集積複合材ロールケージ                        |
| 前輪サスペンション  | 炭素繊維製ダブルウィッシュボーンとアルミニウム、炭素繊維製ショックアブソーバー |
| 後輪サスペンション  | 炭素繊維製水平フォーク / アルミニウム接合部                                    |
| タイヤ              | ミシュランソーラーラジアル 16 インチ (スリックタイヤ)                          |
| 転がり抵抗          | 通常の自動車の1/10以下                                                         |
| 空気抵抗            | 通常の自動車の1/6以下                                                          |
| ナンバープレート    | ZZ-78-61                                                                       |

### 前回との変更点
高速走行による危険性(Nuna3では平均時速102km)を回避すると共にオーストラリアの道路の速度制限の為に2007年から速度を下げるようルールが変更された。
変更点
- Nuna4の太陽電池パネルはNuna3の9m2から6m2に変更され発電量が減った。
- 運転者の着座姿勢がより起き上がった姿勢になった。以前のNunaシリーズではより仰向けに近い姿勢だった。
- 運転者は風防だけでなくロールバーとヘルメットで保護されるようになった。
- Nuna4はステアリングハンドルになった。以前の車両はレバー式だった。
- Nuna4は全高が高くなった。それにより表面積が増えたが空気力学形状を最適化する事で部分的に影響を相殺した。

### アダプティブクルーズコントロール
Nuna4はGPSによる航法支援装置を備える。そのデーターはWiFiによって支援車両に伝送される。コンピューターによって路面状況や走行経路、天候、蓄電池の状態に応じた最適の走行速度が算出されNuna4のクルーズコントロールに指示される。車両はそれに応じて加減速する。運転者はアダプティブクルーズコントロールシステムを使用しながらハンドルを握って操向するだけである。

## Nuna5 (2009)
Nuna5は2009年のワールドソーラーチャレンジに出場したNunaである。
2009年10月のワールドソーラーチャレンジで2位に入賞した。
3021kmを32時間38分で平均速度は91,88km/hだった。

### 歴史
Nuonソーラーチームは2001年から2007年まで4大会連続で優勝した。2001年に初優勝した当時は彼らのチーム名はアルファケンタウリという名前だった。
2009年、Nuonソーラーチームは14名の学生で構成された。前年同様にオランダのエネルギー供給会社Nuonがチームのメインスポンサーだった。
2010年7月にはNuonソーラーチームは日本に来てDream Cup ソーラーカーレース鈴鹿に参戦し、初参加ながら3位に入賞した。

### Nuna 5の設計と製造
Nuonソーラーチームは2008年9月にフルタイムのNuna5の設計を開始した。デルフト工科大学の低渦流風洞研究所で12月から1月に2つのシリーズの風洞試験が行われた。空力学設計は2009年1月末に終了した。
2009年2月から車両の製作を始めた。車体はABN Amro Volvoオーシャンレースボートの製造に使われたLelystadのSchaap社の炭素繊維で作られた。.
車両は2009年10月5日にオーストラリアで運転中深刻な事故に遭った。110km/hで走行中にタイヤがパンクした。修復のために道路から外れた。
.
2010年に来日した時には側面の模様がワールド・ソーラーチャレンジの時とは異なるデルフト焼に由来する模様になっていた。

### 太陽電池
今までのNunaシリーズ同様にNuna5も三層型ヒ化ガリウム太陽電池を搭載していた。通常は宇宙で使用するもので変換効率は34%だった。.
規定により太陽電池の面積は6m2である。太陽電池の形式によりチャレンジクラスで競う。

### ワールドソーラーチャレンジ 2009 - 新規格
2009年には2007年と比較してバッテリーの重量が30kgから25kgに変えられた。
他の変更点は今まで使用されていたスリックタイヤが溝付きタイヤに変更された。同様に運転者は27°以上の角度で座席に座らなければならなくなった。

### 技術仕様
| Nuna 5の技術仕様    | Nuna 5の技術仕様                                                                                    |
| ------------------- | --------------------------------------------------------------------------------------------------- |
| 項目                | 全長: 4.82 m 全幅: 1.76 m 全高: 0.90 m                                                              |
| 重量 (運転者含まず) | 160 kg以下                                                                                          |
| 運転者の重量        | 最低 80 kg (重りを追加した場合)                                                                     |
| 車輪の数            | 3                                                                                                   |
| 太陽電池の数        | 2120 枚 (三層式ヒ化ガリウム)                                                                        |
| 太陽電池の面積      | 6 m² (2007年からの新規定で最大)                                                                     |
| 変換効率            | 34 %                                                                                                |
| 最大速度            | 約140-150 km/h                                                                                      |
| 動力                | ホイールインモーター (効率: 97 – 99 %)                                                              |
| 蓄電池              | 25 kg リチウムイオンバッテリー                                                                      |
| 車体                | 炭素繊維とTwaron (アラミド繊維)/ チタンロールバー                                                   |
| 前輪サスペンション  | 炭素繊維製ダブルウィッシュボーン / 金属バネ/ 炭素繊維緩衝機/ アルミニウムリム /セラミックベアリング |
| 後輪サスペンション  | 炭素繊維製水平ホイールフォーク /接合部アルミニウム                                                  |
| 前輪ブレーキ        | カスタムセラミックブレーキディスク / アラミド ブレーキライン                                        |
| 後輪ブレーキ        | 回生ブレーキ                                                                                        |
| タイヤ              | (溝付きタイヤ)                                                                                      |
| 転がり抵抗          | 平均的な自動車の1/10                                                                                |
| 空気抵抗            | 平均的な自動車の1/12                                                                                |
| テレメトリー        | WiFi で支援車へ伝送                                                                                 |
| ナンバープレート    | ZZ-87-10                                                                                            |

## Nuna6 (2011)

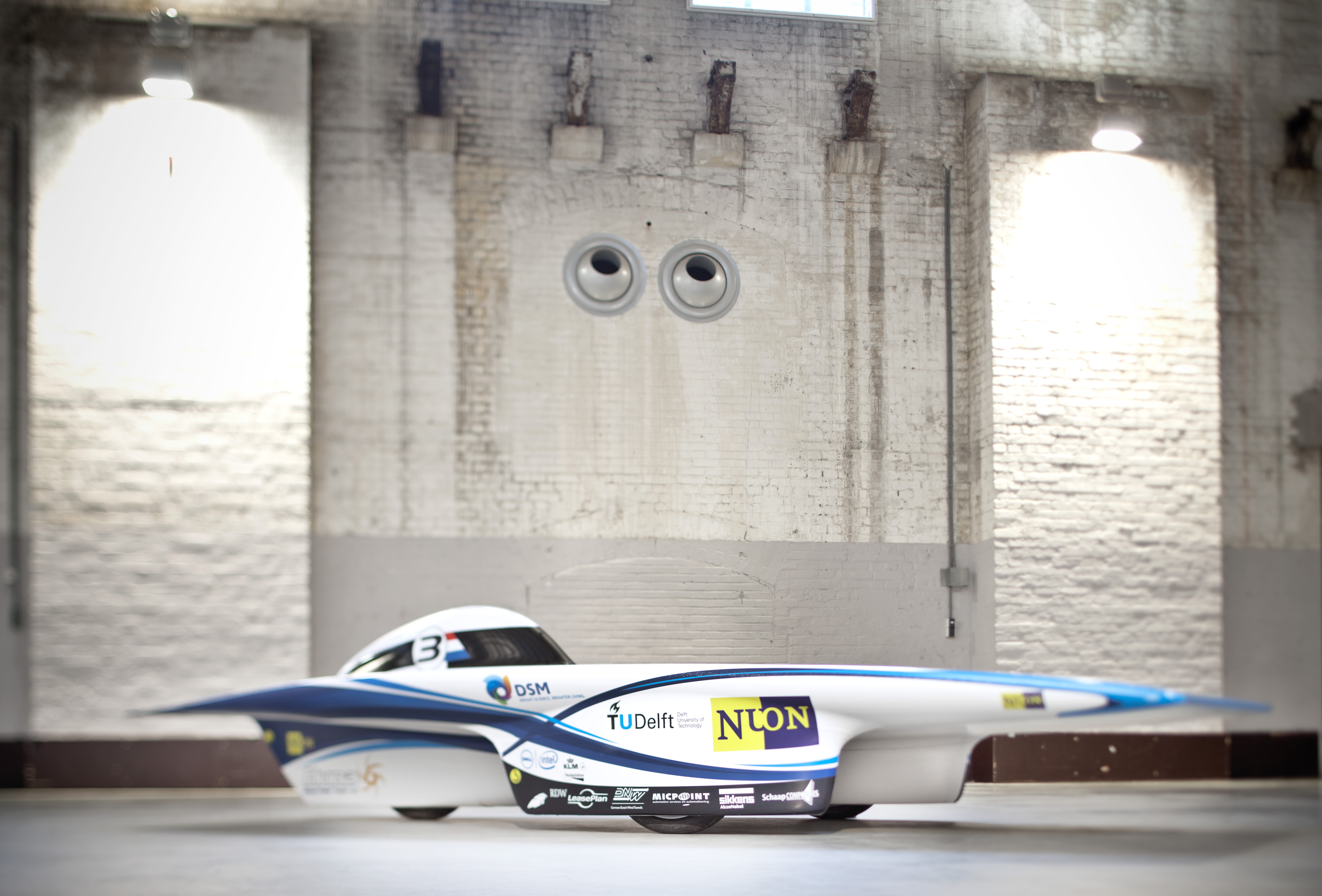
Nuna 6

Nuna 6は2011年度に製作されたNuonソーラーチームの最新型のソーラーカーである。 Nuna 6はデルフト工科大学の電気工学、航空工学、産業設計、機械工学、応用物理の学生13人で構成されるNuonソーラーチームによって開発、製作された。Nuna6の重量は145 kgでこれまでの5台の車両よりも軽い。2010年9月にNuna6の設計が開始され、4種類の風洞実験の模型で試験が行われた後、2011年3月に設計が完了した。6月末に完成した。
2011年6月28日にアムステルダムのWestergasfabriekで報道陣に公開された。7月21日にアムステルダムの"Ready, Set, Go (ld),"と命名されたオリンピックスタジアムでNuna5とNuna6の競走が公開された。Nuna6は新たに導入された競技規則により、Nuna5が搭載している化合物半導体系の太陽電池よりも低効率のシリコン太陽電池を使用して同水準の発電量を確保していた。
2011年10月にNuna6はオーストラリアで開催されるワールド・ソーラー・チャレンジに出場して2位の成績を収めた。搭載される太陽電池とバッテリーは日本のメーカーが供給している。

### ワールド・ソーラーチャレンジ 2011 - 新規則
2009年度と比較して2011年度の規則では太陽電池パネルの面積はシリコン製太陽電池の場合は6m2で、以前に使用されていた人工衛星などに使用されるような3接合型ガリウム砒素太陽電池のような高性能の太陽電池は3m2に制限される。
Nuna 6は6m2の変換効率22%の単結晶シリコン太陽電池を使用する予定である。(最上級の太陽電池の変換効率は35%の変換効率である)

### 技術仕様
| Nuna 6の技術仕様      | Nuna 6の技術仕様 |
| --------------------- | --- |
| 寸法                  | 全長: 4.44 m 全幅: 1.75 m 全高: 0.94 m                                                                                |
| 重量 (運転者を含めず) | 145 kg |
| 運転者重量            | 最低 80 kg (錘を加える)                                                                                               |
| 車輪数                | 3 |
| 太陽電池の枚数        | 1690 セル (単結晶シリコン 太陽電池)                                                                                   |
| 太陽電池の面積        | 6 m² (シリコン製太陽電池の最大面積)                                                                                   |
| 太陽電池の変換効率    | 22 % |
| 最高速度              | 不明 |
| 動力                  | ホイールインモータ (効率: 98 %)                                                                                       |
| 蓄電池                | 21 kg リチウムイオン充電池                                                                                            |
| 車体                  | 炭素繊維 (textreme) と運転者保護のために必要な部品用にトワロン (アラミド繊維) / チタン ロールバー                     |
| 前輪サスペンション    | 炭素繊維製ダブルウィッシュボーン / 衝撃緩和用に金属ばね / 炭素繊維緩衝装置/ アルミニウム製リム / セラミックベアリング |
| 後輪サスペンション    | 炭素繊維製水平フォーク / アルミニウム製接合部                                                                         |
| 前輪ブレーキ          | カスタムセラミックブレーキディスク / アラミド ブレーキライン                                                          |
| 後輪ブレーキ          | 回生ブレーキ |
| タイヤ                | (プロファイルド タイヤ)                                                                                               |
| 転がり抵抗            | 通常の自動車の1/10以下                                                                                                |
| 空気抵抗              | 通常の自動車の1/12以下                                                                                                |
| テレメトリー          | 支援車とWiFiで通信 |

## Nuna7 (2013)
Nuna7 第13回ワールド・ソーラー・チャレンジに6人のデルフト工科大学の学生で構成されるチームで出場して優勝した。

### ワールド・ソーラーチャレンジ 2013 - 新規則
2013年度の新規則では複数の主要な変更があった。すべての車両は4輪仕様で設計しなければならず、運転席は完全に新しい安全要求を満たす事である。すべてのチームは彼らの車両を再設計した。Nuna7は非対称に製作された。

### 仕様諸元 Nuna 7

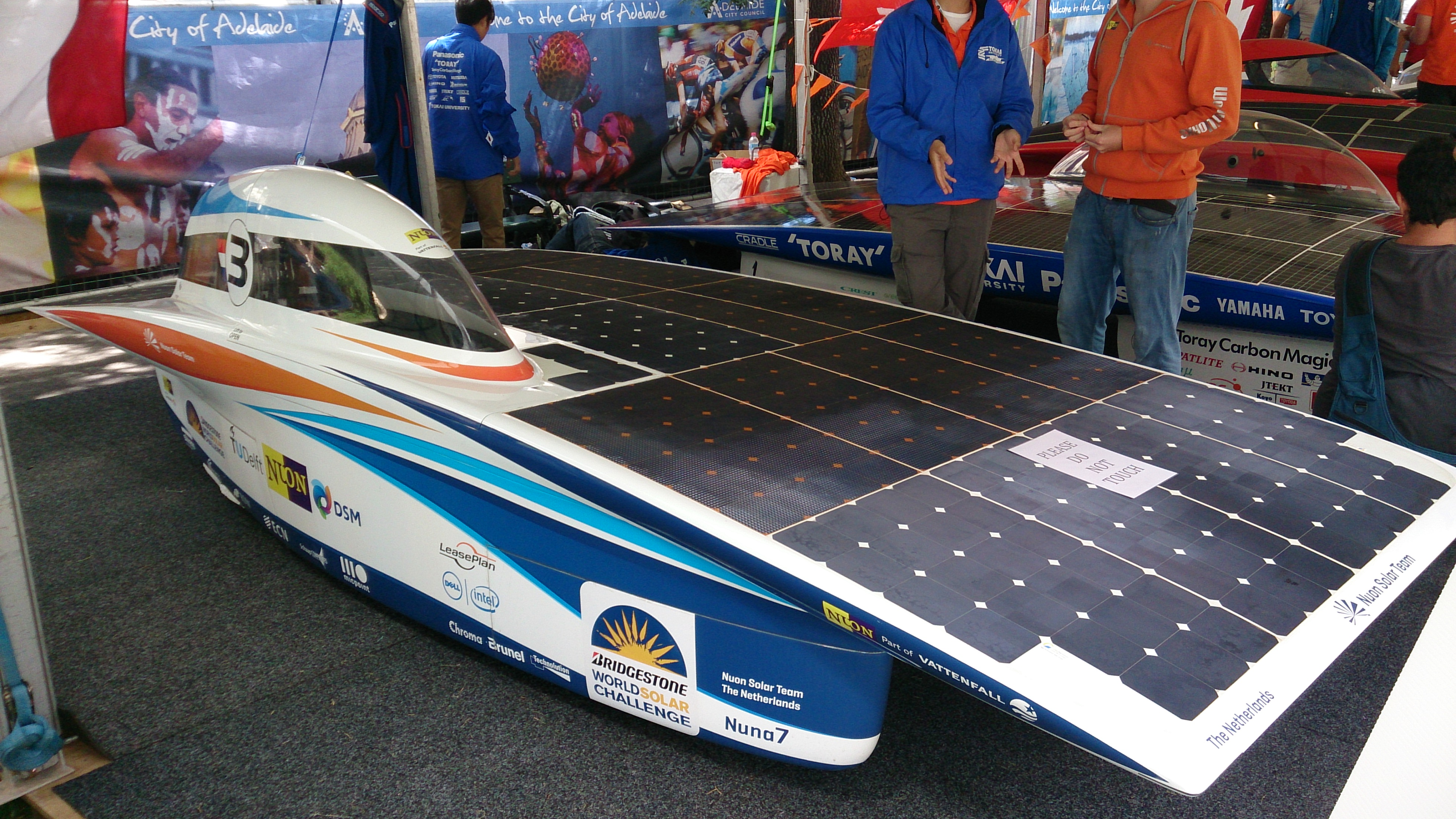
2013年 2013 ブリッジストーン・ワールド・ソーラーチャレンジで完走したNuna 7

| 大きさ               | 全長 4,5 m 幅: 1,85 m 全高: 1,12 m                                                              |
| 運転手を含まない重量 | 190 kg                                                                                          |
| 運転手               | 最低 80 kg (満たない場合には錘を追加)                                                           |
| 車輪数               | 4                                                                                               |
| 太陽電池             | 391 (単結晶シリコン 太陽電池)                                                                   |
| 電動機               | CSIRO ホイールインモータ                                                                        |
| 充電池               | 21 kg リチウムイオンバッテリー 容量: 5,3 kWh                                                    |
| 車体                 | 炭素繊維 (textreme) と Twaron (アラミド繊維) 運転手保護の為に必要な防護装置 / チタン ロールバー |
| 前輪サスペンション   | リーディングアームサスペンション                                                                |
| 後輪サスペンション   | アルミニウム トレーリングアームと金属製ばねとショックアブソーバー                               |
| 前輪ブレーキ         | 専用のセラミック ブレーキディスク / アラミド ブレーキパッド                                     |
| 後輪ブレーキ         | 回生ブレーキ                                                                                    |
| タイヤ               | (プロファイルド タイヤ)                                                                         |
| 転がり抵抗           | 一般車の1/10                                                                                    |
| 空気抵抗             | 一般車の1/12                                                                                    |
| テレメトリー         | WiFi で支援車と通信                                                                             |

## Nuna8 (2015)
第13回 ワールドソーラーチャレンジのチャレンジャークラスで優勝した。

## Nuna9（2017）
Nuna9は第14回ワールドソーラーチャレンジに参戦するためにデルフト工科大学の学生によって製作されたソーラーカー。レギュレーションの変更により太陽電池面積がシリコン系で4㎡、化合物系トリプルジャンクションが2.64㎡に変更された一方、車体サイズが拡大されたことで今までの主流であったカタマラン（双胴型）とモノハル（単胴型）の選択肢が増えた中で空気抵抗、車体重量などの面から有利となる化合物太陽電池とカタマランを組み合わせたNuon史上最もコンパクトな車体となった。
2017ブリヂストンワールドソーラーチャレンジに参戦し、2位以下に2時間差をつけて優勝した。また、2018サソールソーラーチャレンジでは8日間で4,000km以上走り優勝した。
| 車体寸法   | 全長 3.3ｍ 全幅 1.6ｍ                     |
| 重量       | 141.0kg                                   |
| 運転手     | 最低80㎏                                  |
| 車輪数     | 4                                         |
| 太陽電池   | 2.64㎡ ガリウム砒素トリプルジャンクション |
| モーター   | ダイレクトドライブモータ                  |
| バッテリー | 20kg                                      |